# ソリー・スミス
ソリー・スミス（Solly Smith、本名：ソロモン・ガルシア・スミス、1871年 - 1933年8月28日）は、19世紀末期に活躍したアメリカ合衆国出身のプロボクサー。カリフォルニア州ロサンゼルス生まれ。元世界フェザー級チャンピオン。

## 略歴
1893年9月25日、フェザー級の強豪王者ジョージ・ディクソンに挑むが、7回KO負けに終わる。しかし1897年10月4日、再度ディクソンに挑戦、今度は20回判定勝ちで世界フェザー級チャンピオンとなった。
1898年9月26日、デイブ・サリバンとの初防衛戦中に腕を痛め、5回で棄権してタイトルを手放した。

## 通算戦績
63戦28勝（18KO）13敗22引分け（判明分のみ）